# 宇田川フリーコースターズ
宇田川フリーコースターズ（うだがわフリーコースターズ）は、バナナマンとおぎやはぎによるお笑いユニット。略称は「UFC」。

## 略歴
バナナマンが2000年頃から年に1度のペースで放送していた3時間生放送のラジオ番組におぎやはぎが毎回ゲスト出演していたことがきっかけで結成。主にライブで活動して、宇田川フリーコースターズ名義ではないが、「30minutes」シリーズや「epoch TV square」などでも共演している。
長らくグループ名義での活動は行われていなかったが、2009年9月にエイベックスよりミニアルバム「みなさんのうた」を発売し、歌手デビュー。

## メンバー
- バナナマン（設楽統・日村勇紀）
- おぎやはぎ（小木博明・矢作兼）

## ライブ
- special free live／2001年11月19日、シアターD
- special free live／2001年12月13日、シアターD
- special free live／2002年3月18日、シアターD
- special free live／2002年5月13日、シアターD
- special free live／2002年6月20日、渋谷シアターD
- 「宇田川フリーコースターズ」／2002年8月27日、目黒区民センター
- epoch conte square／2003年3月12日、草月ホール
- special free live in 恵比寿 〜普通の女と思っていたけど...夏〜／2003年9月21日、草月ホール
- special free live／2004年2月12日、シアターD
- special free live in 恵比寿 〜フットワークの悪い女〜／2004年6月21日、恵比寿エコー劇場
- epoch conte square 〜second〜／2005年2月12日、13日、ザ・ガーデンホール

## 作品

### DVD
- おぎやはぎ×バナナマンin"epoch short film square"〜錆鉄ニュータウン〜（2003年8月27日、クリエイティヴ・コア）
- バナナマン&おぎやはぎ epoch conte square 宇田川フリーコースターズ（2004年10月21日、バップ）

### アルバム
- 「みなさんのうた」（2009年9月9日、エイベックス）

## 出演

### テレビ
- とくばん（TBS、2009年9月20日） -※「みなさんのうた」のプロモーションのため出演。